# Alexis gentleman chauffeur
Pour plus de détails, voir Fiche technique et Distribution.
Alexis gentleman chauffeur est un film français réalisé par Max de Vaucorbeil, sorti en 1938.

## Synopsis
Margot Fontane, une vedette de cinéma ayant oublié dans un taxi un portefeuille contenant une somme importante, fait la connaissance du chauffeur qui le lui rapporte : Alexis de Saint-Grisols. Celui-ci, ancien pilote qui s'est illustré durant la grande guerre, assiste au tournage du film en cours et se trouve engagé pour tenir un rôle de chauffeur. Après une modification du scénario, il se voit confier un rôle d'officier pilote et ses relations avec Margot Fontane deviennent tendres.

## Fiche technique
- Titre : Alexis gentleman chauffeur
- Autres titres : Le Grand Raid - Taxi 38
- Réalisation : Max de Vaucorbeil
- Supervision : René Guissart
- Scénario : André Luguet
- Dialogues : André Luguet et Henri-André Legrand
- Photographie : Enzo Riccioni
- Décors : Émile Duquesne
- Son : Jacques Hawadier
- Photographe de plateau : Léo Mirkine
- Production : F.R.D.
- Format :  Noir et blanc - 35 mm - Son mono
- Pays de production :  France
- Durée : 91 minutes
- Genre : Comédie
- Date de sortie : France - 22 juillet 1938

## Distribution
- André Luguet : Alexis de Saint-Grisols
- Suzy Prim : Madame Tabasco, alias Margot Fontane
- Raymond Cordy : Émile Panard
- Marcel Simon : M. Tabasco
- Michel Duran : Dornach
- Marthe Sarbel : la sociétaire
- Aimé Simon-Girard : Henri IV
- Doumel : Napoléon 1er
- Pierre Juvenet : l'ambassadeur
- Annie Rozanne : Mlle Rose
- Hélène Ray : la femme de chambre
- Pierre Labry : un acteur
- Dalcy : Alfred
- Jean Gobet : le maquilleur
- René Bergeron : le chauffeur
- Edy Debray : le mécano
- Léonce Corne : l'opérateur
- Jean Marconi : Silvio
- Anthony Gildès : Le général
- Charles Lemontier	: L'assistant
- Robert Ozanne : Un mécano
- Georges Lannes : Justin
- Georges Bever
- Jean Brunil
- Amy Colin

acteurs et actrices non crédités
- Marguerite de Morlaye : Une vieille dame
- Philippe Janvier : Un acteur
- Georges Cahuzac
- Frédéric Mariotti
- Paul Forget